# Lenny Brisseault
Lenny Brisseault (2 de septiembre de 2002) es un deportista de Francia que compite en atletismo. Ganó una medalla de bronce en el Campeonato Europeo de Atletismo Sub-20 de 2021, en la prueba de lanzamiento de jabalina.